# Naturschutzgebiet Leihenberg-Nordhelle
Das Naturschutzgebiet Leihenberg-Nordhelle ist ein 19 ha großes Naturschutzgebiet (NSG) südwestlich von Elverlingsen bzw. Kraftwerk Werdohl-Elverlingsen im Stadtgebiet von Altena im Märkischen Kreis in Nordrhein-Westfalen. Das NSG wurde 1952 und 2004 von der Bezirksregierung Arnsberg per Verordnung als NSG ausgewiesen. Das NSG liegt auf der Westseite der Lenne (Ruhr). Das NSG ist seit 2004 Teil des FFH-Gebietes Schluchtwälder im Lennetal (Nr. DE-4712-301) mit 202 ha Größe ausgewiesen. Es ist vom Landschaftsschutzgebiet Märkischer Kreis umgeben.

## Gebietsbeschreibung
Bei dem NSG handelt es sich um artenreiche Hangmischwälder auf den zur Lenne hin exponierten, felsreichen Steilhängen. Beim Wald handelt es sich um Hainsimsen-Rotbuchenwälder, Schluchtwald und Hangmischwälder. Es befinden sich auch naturnahe Quellbereiche, Bach- und Talabschnitte im NSG. Im NSG treten an verschiedenen Stellen Felsen und Klippen zu Tage. Ein durch die Bahnstrecke abgeschnittenes und verlandetes Altwasser der Lenne  mit seinem Weiden- und Erlenbruchwald sowie flächigen Seggen- und Röhrichtbeständen gehört zum NSG. 